# Organo della cattedrale di Sant'Agata a Catania

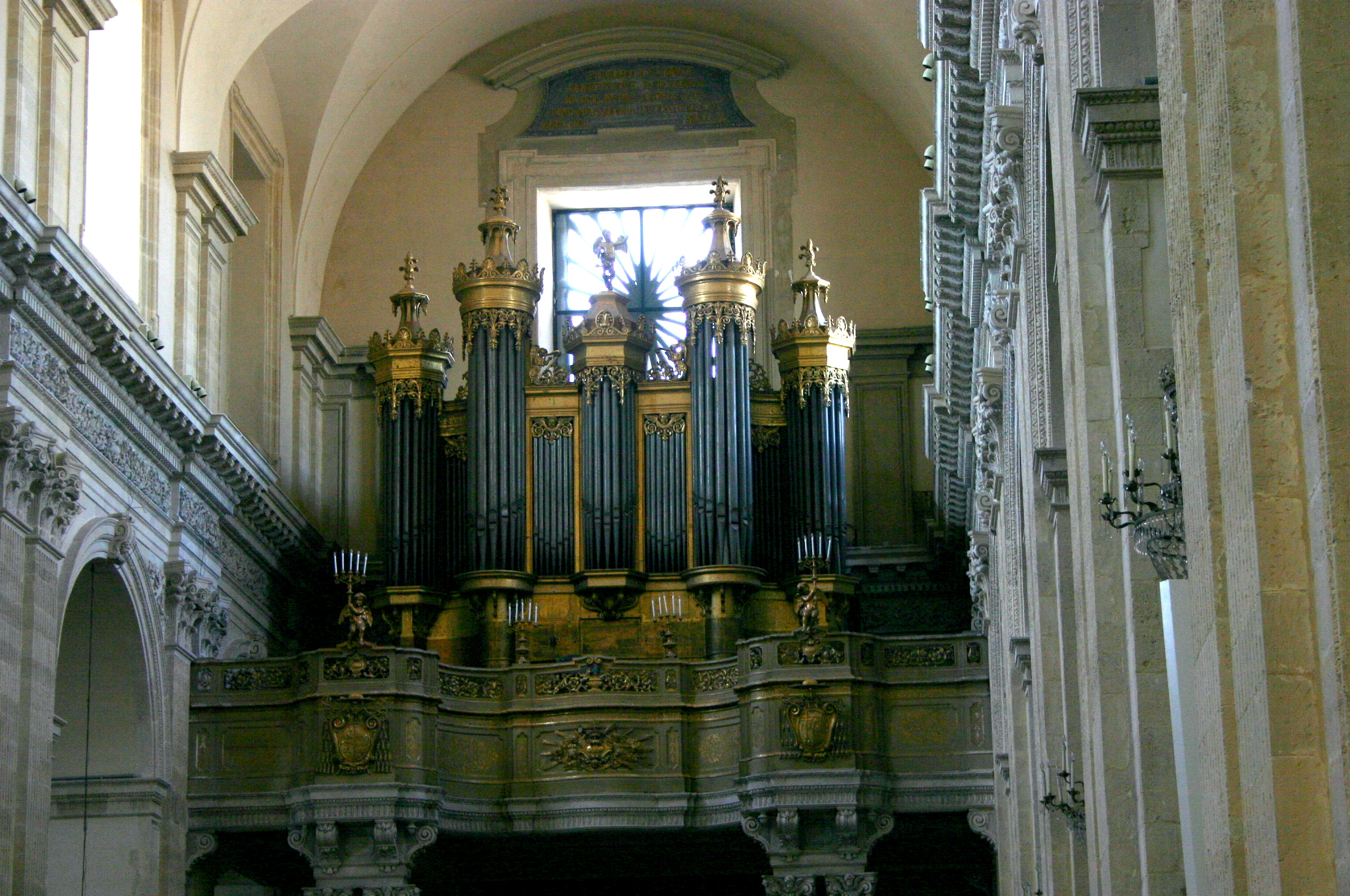
L'organo a canne della cattedrale di Sant'Agata a Catania.

L'organo della cattedrale di Sant'Agata a Catania fu costruito nel 1877 dall'organaro francese Théodore Jaquot, e collocato dietro l'altare maggiore dall'architetto Carmelo Sciuto Patti. Successivamente ampliato, su progetto di Salvatore Sciuto Patti, dalla ditta organaria dei palermitani Alfio Laudani e Giovanni Giudici nel 1926; restaurato dalla ditta Mascioni (opus 1149) tra il 2012 e il 2014.

## Storia
La presenza di un organo a canne all'interno della cattedrale di Sant'Agata a Catania è testimoniata fin dal 1126; a metà del XV secolo la chiesa venne dotata di due organi portatili, che vennero sostituiti da uno strumento di maggiori dimensioni realizzato nel 1628 dal lucchese Cosmo Ravanni. Nel 1729, sotto l'ultima arcata tra la navata centrale e le navate laterali, vennero edificate due casse d'organo, delle quali solo una contenente uno strumento.

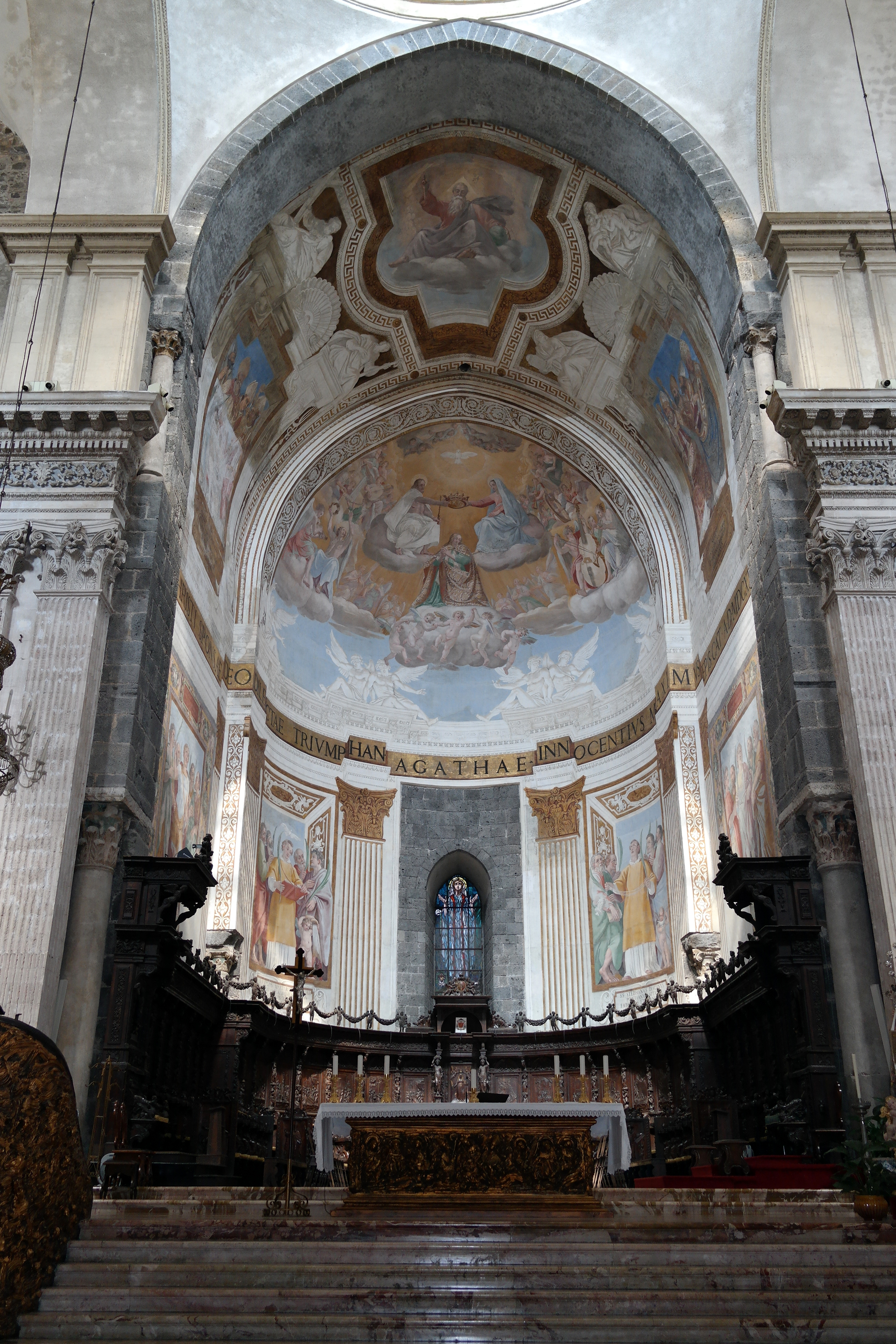
Interno dell'abside allo stato attuale. Fino al 1926, la monofora centrale era occultata dall'organo Jaquot.

L'arcivescovo Giuseppe Benedetto Dusmet, che sarebbe diventato cardinale nel 1889, nel 1876 incaricò l'organaro francese Théodore Jaquot di costruire un nuovo strumento, che venne completato e inaugurato l'anno successivo. Questo, che rispondeva ai canoni dell'organaria francese, disponeva di 18 registri su due manuali di 54 note ciascuno e pedale di 30, per un totale di 1102 canne; il materiale fonico era interamente racchiuso in una cassa riccamente scolpita posta sopra una cantoria al centro dell'abside, alle spalle dell'altare maggiore. Nel 1884, l'organaro aggiunse un terzo manuale, sul quale venne spostato il Récit expressif, mentre il secondo venne dedicato al nuovo Clavier de bombarde, con quattro registri ad alta pressione; le canne totali vennero portate a 1512. Di seguito la disposizione fonica del 1884:
| I - Grand-Orgue  |        |
| Bourdon          | 16'    |
| Flûte harmonique | 8'     |
| Bourdon          | 8'     |
| Salicional       | 8'     |
| Flûte            | 4'     |
| Prestant         | 4'     |
| Quinte           | 2.2/3' |
| Fourniture V     | 2'     |
| Hautbois         | 8'     |

| II - Clavier de bombarde |     |
| Cornet V                 | 8'  |
| Bombarde                 | 16' |
| Trompette                | 8'  |
| Clairon                  | 4'  |

| III - Récit expressif |    |
| Salicional            | 8' |
| Unda maris            | 8' |
| Bourdon               | 8' |
| Flûte octaviante      | 4' |
| Doublette             | 2' |
| Clarinette            | 8' |

| Pédale |     |
| Flûte  | 16' |
| Flûte  | 8'  |
| Flûte  | 4'  |
| Gambe  | 8'  |

Nel 1926, l'arcivescovo cardinale Giuseppe Francica-Nava de Bondifè volle che lo strumento fosse spostato dall'abside ad una nuova cantoria, posta in controfacciata, e contestualmente ampliato e modificato dalla ditta palermitana di Alfio Laudani e Giovanni Giudici, affinché rispondesse ai nuovi canoni dell'epoca. L'organo, dotato di una nuova trasmissione (pneumatica anziché meccanica), di una consolle indipendente a tre manuali di 58 note e pedale di 30, la quale era collocata al centro della cantoria (con il secondo e il terzo aventi i registri in comune grazie al somiere a doppio scompartimento), venne portato a 63 registri e inaugurato il 30 maggio dello stesso anno. La disposizione fonica era la seguente:
| I - Grand'Organo     |        |
| Principale           | 16'    |
| Principale           | 8'     |
| Principale dolce     | 8'     |
| Salicionale          | 8'     |
| Viola gamba          | 8'     |
| Flauto armonico      | 8'     |
| Bordone              | 8'     |
| Principalino         | 4'     |
| Ottava               | 4'     |
| Flauto a camino      | 4'     |
| Cornetto 5 file      | 8'     |
| Duodecima            | 2.2/3' |
| Decimaquinta         | 2'     |
| Ripieno grave 4 file | 2'     |
| Ripieno acuto 4 file | 2/3'   |
| Bombarda             | 16'    |
| Tromba               | 8'     |

| II - Espressivo   |        |
| Bordone           | 16'    |
| Principale        | 8'     |
| Flauto            | 8'     |
| Bordone           | 8'     |
| Salicionale       | 8'     |
| Violino           | 8'     |
| Unda maris        | 8'     |
| Concerto viole    | 8'     |
| Quintaton         | 8'     |
| Flauto ottaviante | 4'     |
| Eolina            | 4'     |
| Quinta            | 2.2/3' |
| Doublette         | 2'     |
| Ripieno 5 file    | 2'     |
| Clarinetto        | 8'     |
| Fagotto Oboe      | 8'     |
| Tromba dolce      | 8'     |
| Voci umane        | 8'     |
| Tremolo           |        |

| III - Espressivo  |        |
| Bordone           | 16'    |
| Principale        | 8'     |
| Flauto            | 8'     |
| Bordone           | 8'     |
| Salicionale       | 8'     |
| Violino           | 8'     |
| Unda maris        | 8'     |
| Concerto viole    | 8'     |
| Quintaton         | 8'     |
| Flauto ottaviante | 4'     |
| Eolina            | 4'     |
| Quinta            | 2.2/3' |
| Doublette         | 2'     |
| Ripieno 5 file    | 2'     |
| Clarinetto        | 8'     |
| Fagotto Oboe      | 8'     |
| Tromba dolce      | 8'     |
| Voci umane        | 8'     |
| Tremolo           |        |

| Pedale             |         |
| Principale violone | 16'     |
| Bordone            | 16'     |
| Bombarda           | 16'     |
| Tromba             | 8'      |
| Bordone            | 8'      |
| Contrabbasso       | 16'     |
| Gran quinta        | 10.2/3' |
| Basso armonico     | 8'      |
| Gamba              | 8'      |
| Ottava             | 4'      |

Dopo il XVI Congresso Eucaristico Nazionale (1959) cadde in abbandono; nel 2012 iniziò un importante intervento di restauro e ricostruzione effettuato dalla ditta Mascioni di Cuvio. In tal frangente, sono state ricostruite diverse parti mancanti e rifatto integralmente il sistema trasmissivo, che da pneumatico è stato ricondotto a meccanico, con dotazione di una nuova consolle. La nuova disposizione fonica è stata ideata è in modo tale da distinguere i registri Jaquot da quelli Laudani e Giudici.
L'organo è stato rimontato nel 2014 e inaugurato il 20 novembre dello stesso anno con un concerto dell'organista britannica Jennifer Bate.

## Descrizione

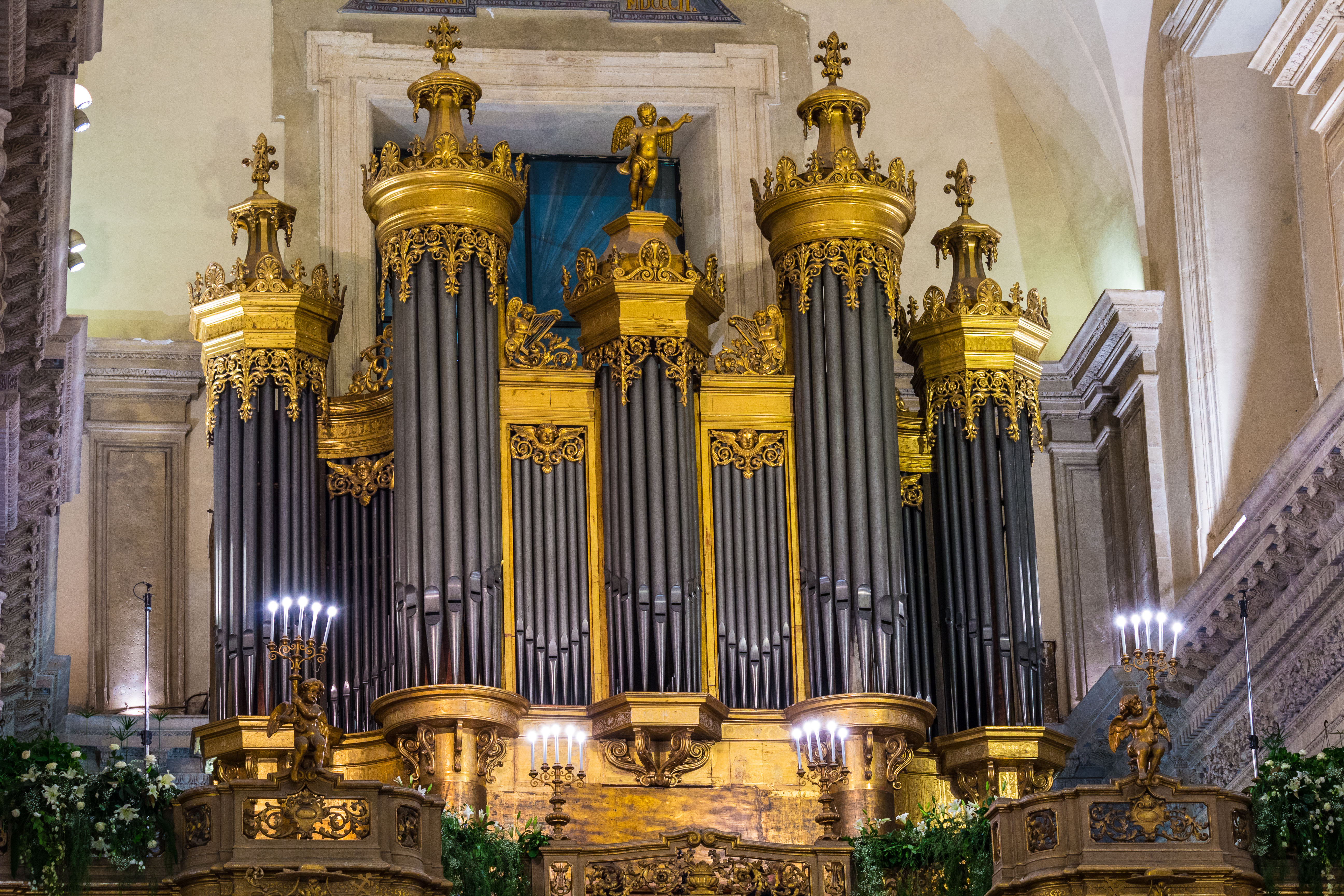
L'organo durante il concerto inaugurale (20 novembre 2014).

L'organo a canne Mascioni opus 1149 è situato in controfacciata, al di sopra dell'alta cantoria, realizzata nel 1926 su progetto di Salvatore Sciuto Patti; questa poggia su due coppie di colonne corinzie ed è caratterizzata da un alto parapetto in legno dorato e intagliato.
Il materiale fonico si articola in un unico corpo collocato centralmente e racchiuso all'interno di una cassa lignea dorata e riccamente decorata con sculture. Questa si compone di un corpo centrale, relativo all'organo Jaquot, e due laterali leggermente arretrati, frutto dell'ampliamento di Laudani e Giudici; il primo si articola in due campate piatte poste fra tre grandi torri (le due laterali a sezione circolare, quella centrale a sezione poligonale), mentre ciascuno dei secondi si trova in una torre a sezione poligonale raccordata alla cassa francese originaria tramite una campata ad andamento semicircolare. Le canne di facciata sono tutte in metallo, con bocche a scudo con andamento inverso rispetto a quello delle canne.
La consolle, costruita da Mascioni basandosi su quella dell'organo Jaquot della basilica di San Pietro a Riposto (1877), è a finestra e si trova al centro della parete anteriore della cassa. Essa dispone di tre tastiere di 58 note ciascuna (Do1-La5) e pedaliera concavo-parallela di 30 note (Do1-Fa3), con i comandi dei registri posizionati in colonne verticali ai lati dei manuali; questi sono composti da pomelli ad estrazione, con i nomi riportati su tondini in porcellana aventi differenti colori: rosa per i registri relativi all'organo Jaquot; bianchi per quelli dell'ampliamento di Laudani e Giudici.
Il sistema di trasmissione è meccanico sia per i manuali e il pedale, che per i registri; quest'ultimi sono dotati di un sistema elettronico per le combinazioni. Le canne sonanti sono in totale 3.030.
La disposizione fonica è la seguente:
| I - Grand-Orgue Jaquot |        |
| Bourdon                | 16'    |
| Flûte                  | 8'     |
| Flûte harmonique       | 8'     |
| Salicional             | 8'     |
| Bourdon                | 8'     |
| Prestant               | 4'     |
| Flûte chemineé         | 4'     |
| Quinte conique         | 2.2/3' |
| Forniture 4-6 rangs    | 2'     |
| Basson-hautbois        | 8'     |

| I - Grand'Organo Laudani e Giudici |        |
| Principale I                       | 8'     |
| Principale II                      | 8'     |
| Gamba                              | 8'     |
| Ottava                             | 4'     |
| Quintadecima                       | 2'     |
| Ripieno 4 file                     | 1.1/3' |
| Tromba                             | 8'     |

| II - Récit expressif Jaquot |    |
| Salicional                  | 8' |
| Unda maris                  | 8' |
| Bourdon                     | 8' |
| Flûte octaviante            | 4' |
| Doublette                   | 2' |
| Clarinette                  | 8' |

| II - Espressivo Laudani e Giudici |    |
| Principale                        | 8' |
| Quintaton                         | 8' |
| Violino                           | 8' |
| Principalino                      | 4' |
| Eolina                            | 4' |
| Concerto Viole                    | 8' |
| Ripieno 5 file                    | 2' |
| Tromba                            | 8' |
| Voce celeste                      | 8' |
| Tremolo                           |    |

| III - Clavier de Bombarde Jaquot |     |
| Cornet 5 rangs                   | 8'  |
| Bombarde                         | 16' |
| Trompette                        | 8'  |
| Clarion                          | 4'  |

| Pédale Jaquot |     |
| Flûte         | 16' |
| Flûte         | 8'  |
| Flûte         | 4'  |
| Gambe         | 8'  |

| Pedale Laudani e Giudici |         |
| Contrabbasso             | 16'     |
| Quinta                   | 10.2/3' |
| Principale               | 8'      |
| Ottava                   | 4'      |